# Палаючий сезон
Палаючий сезон (англ. The Burning Season) — американська біографічна драма 1994 року.

## Сюжет
Чіко Мендес працює збирачем каучуку в заповідних лісах Бразилії. Спостерігаючи хижацьке винищування дерев, завдяки яким він заробляє на життя, Чіко включається в боротьбу за збереження екології країни. На початку 1980-их років ситуація загострюється у зв'язку з будівництвом великої магістралі через басейн Амазонки і масове розчищенням лісів під сільськогосподарські угіддя для худоби. При цьому розчистка відбувається за допомогою спалювання великих ділянок лісу. Після вбивства лідера бразильських профспілок Вілсона Пінейро його місце займає Мендес. Він починає кампанію ненасильницького опору робочих знищенню лісів.

## У ролях
| Актор               | Роль                |
| ------------------- | ------------------- |
| Рауль Хулія         | Чіко Мендес         |
| Кармен Ардженціано  | Альфредо Сезеро     |
| Соня Браґа          | Регіна де Карвальо  |
| Камала Лопес-Доусон | Ільзамар            |
| Луїс Ґузман         | власник             |
| Найджел Гейверс     | Стівен Кей          |
| Томас Міліан        | Дарлі Алвес         |
| Есай Моралес        | Яір                 |
| Едвард Джеймс Олмос | Вілсон Пінейро      |
| Тоні Плана          | Гальвао             |
| Марко Родріґес      | Тавора              |
| Карлос Карраско     | Хеліо               |
| Джонатан Карраско   | Генесіо             |
| Джеффрі Лікон       | молодий Чіко Мендес |
| Хосе Перес          | Моасір              |
| Тоні Перес          | Франциско Мендес    |
| Бріана Ромеро       | Еленіа Мендес       |
| Хорхе Вітері        | Батько Ceppi        |
| Валентин Сантана    | Олосі Алвес         |

| Актор                     | Роль              |
| ------------------------- | ----------------- |
| Альберто Ісаак            | Хосе              |
| Лоло Наварро              | Дона              |
| Херардо Альбарран         | Дарсі Алвес       |
| Карлос Ромеро             | Партенза          |
| Енріке Нові               | Нілу Серхіо       |
| Хорхе Сепеда              | Сантос            |
| Маріо Аревало             | озброєний чоловік |
| Енджел Касман             | чоловік спілки    |
| Рене Перейра              | Диск Жокей        |
| Роджер Кадні              | репортер          |
| Карл Мергенталер          | німецький банкір  |
| Габріел Едуардо Кастаньон | хлопчик           |
| Хоакін Гаррідо            | Жоао              |
| Хосе Антоніо Естрада      | Кондемед Таппер   |
| Жозефіна Ечанове          | жінка             |
| Джуліан Бусіо             | лейтенант         |
| Альфредо Гутьєррес        | працівник у лісі  |
| Хав'єр Ламберт            | командир взводу   |
| Густаво Кампос            | різальник         |